# Pimelodus punctatus
Pimelodus punctatus és una espècie de peix de la família dels pimelòdids i de l'ordre dels siluriformes.

## Distribució geogràfica
Es troba a Panamà.